# Іван Богданович Сапіга
Іван Богданович Сапіга (1486 — між 4 квітня та 19 листопада 1546) — державний і військовий діяч Великого князівства Литовського. Писар великий Литовський (1507–1516) та маршалок господарський (1515–1541), воєвода Вітебський (1520–1541) та Підляський і Берестейський (1529–1541); Дорогичинський староста (1529–1541 і 1545).

## Біографія
З магнатського роду Сапіг гербу «Лисиця», син Богдана Сапіги.
Він обіймав ряд високих державних посад, брав участь у посольствах до Москви (1508, 1531–1532 та 1536 років) та в Османської імперії (1534 року).
Брав участь у поході 1514 року на чолі з великим гетьманом Костянтином Острозьким. Він командував частиною армії в битві під Березиною (27 серпня 1514 року) та в битві під Оршею (1514 року).
Близько 1520 року як вітебський воєвода Іван Сапіга заснував Островенський замок в Островно.
У 1541 році його позбавили посади, а згодом повернули до Дорогичинського староства.
Він був одружений з Ганною Сангушкою і мав синів Луку, Павла, Михайла та Івана, а також дочку Софію.